# Tuta (Boyacá)

Localização de Tuta no departamento de Boyacá.

Tuta é um município no departamento de Boyacá, na Colômbia.